# Нассау (Германия)
Нассау (нем. Nassau) — город в Германии, в земле Рейнланд-Пфальц.
Входит в состав района Рейн-Лан. Подчиняется управлению Нассау. Население составляет 4665 человек (на 31 декабря 2010 года). Занимает площадь 17,51 км². Официальный код — 07 1 41 091.

## Достопримечательности
- Замок Нассау